# José Muguerza
José Muguerza Anitúa en basque (né le 15 septembre 1911 à Eibar et mort le 23 octobre 1984 à Saint-Sébastien) était un joueur de football espagnol.

## Biographie
Entre 1928 et 1936, il n'évolue que dans un seul club, l'Athletic Bilbao, et participe avec l'équipe d'Espagne à la coupe du monde 1934 en Italie.